# Roland Buchs
Roland Buchs (* 12. Mai 1940 in Jaun, Kanton Freiburg; † 12. November 2022) war der 30. Kommandant der Schweizergarde.

## Leben
Roland Buchs wuchs in Düdingen auf. Er absolvierte nach der Handelsmatura eine Ausbildung zum Bankfachmann. Am 1. Juni 1976 trat er im Rang eines Majors in die Päpstliche Schweizergarde ein. Am 25. November 1982 wurde er von Papst Johannes Paul II. zum Kommandanten der Schweizergarde ernannt sowie zum Oberst befördert. Buchs bekleidete das Amt des Kommandanten bis zum 29. November 1997. Sein Nachfolger wurde Alois Estermann. Als dieser am 4. Mai 1998, wenige Stunden nach der Ernennung zum 31. Kommandanten der Schweizergarde, zusammen mit seiner Ehefrau durch den Unteroffizier Cédric Tornay getötet wurde, wurde Buchs am 6. Mai 1998 als Kommandant erneut in das Amt eingesetzt und übte es bis zum 16. August 1998 aus. Im Anschluss wurde er Chef der Sektion Schutzorganisation des Bundessicherheitsdienstes in Bern. Am 31. Mai 2005 erfolgte seine Pensionierung.
In der Armee bekleidete Buchs den Rang eines Hauptmanns. Er war verheiratet und hatte fünf Kinder.